# La agonía de Arauco
La agonía de Arauco, también conocida como El olvido de los muertos, es una película chilena de cine mudo en blanco y negro, dirigida por Gabriela Bussenius y estrenada en Chile el 26 de abril de 1917.

## Argumento
La película es una aventura sentimental acerca del pueblo mapuche, también denominados «araucanos» por los colonizadores españoles, al ser los que habitaban la región histórica denominada «Arauco», «Araucanía» o también nombrada hoy en día como «Wallmapu» por organizaciones indigenistas mapuche. La trama se desarrolla alrededor de la protagonista, que pierde a su hijo y su marido.